# 612787 Haumannpéter
612787 Haumannpéter è un asteroide della fascia principale. Scoperto nel 2004, presenta un'orbita caratterizzata da un semiasse maggiore pari a 2,5758639 au e da un'eccentricità di 0,2919559, inclinata di 3,40140° rispetto all'eclittica.